# Valea Crișului (okręg Covasna)
Valea Crișului (węg. Sepsikőröspatak) – wieś w Rumunii, w okręgu Covasna, w gminie Valea Crișului. W 2011 roku liczyła 1790 mieszkańców.